# Frontière entre la Biélorussie et l'Union européenne
La frontière entre la Biélorussie et l'Union européenne est la frontière délimitant les territoires voisins sur lesquels s'exerce la souveraineté de la Biélorussie ou de l'un des États membres de l'Union européenne, en l'occurrence la Lettonie, la Lituanie et la Pologne.